# Robert Vágner
Robert Vágner (* 12. Mai 1974 in Pilsen) ist ein ehemaliger tschechischer Fußballspieler.

## Karriere
Robert Vágner begann mit dem Fußballspielen bei Lokomotiva Pilsen, nach nur einem Jahr wechselte er zum größten Verein der Stadt, Škoda Pilsen. 1993/94 debütierte der Stürmer für den in Viktoria Pilsen umbenannten Verein in der ersten tschechischen Liga.
1995 wurde Vágner von Slavia Prag verpflichtet und verhalf der Mannschaft mit elf Toren zum ersten Meisterschaftsgewinn nach 49 Jahren. In dieser Saison debütierte Vágner in der Tschechischen Nationalmannschaft, als er 35 Minuten bei 2:1-Sieg in Kuwait spielte. In den nächsten beiden Jahren konnte Vágner nicht an seine Form aus dem Meisterjahr anknüpfen und erzielte sieben respektive sechs Tore für Slavia.
In der Spielzeit 1998/99 kam er wieder in eine herausragende Form, die ihm einen weiteren, wenn auch mit wenigen Minuten sehr kurzen Einsatz im Nationaldress am 9. Februar 1999 einbrachte. In der Liga erzielte Vágner zwölf Tore, Slavia wurde Dritter und gewann den Tschechischen Pokal. In der Folge ließen seine Leistungen nach und Vágner wurde kurz nach Beginn der Saison 2000/01 an den FK Teplice ausgeliehen, für den er zwei Tore in 20 Spielen schoss. Im Sommer 2001 wurde der Angreifer an den Budapester Klub Újpest FC verkauft. In der ungarischen Liga gelangen Vágner zehn Treffer in 31 Spielen, woraufhin er vom Bundesligisten Energie Cottbus verpflichtet wurde. Für die Lausitzer, die die Klasse nicht halten konnten, schoss der Tscheche zwei Tore. In der Zweitligasaison 2003/04 traf Vágner drei Mal.
2004 versuchte es Vágner erneut in Budapest, diesmal beim Traditionsklub Ferencváros. Nach nur einer Saison kehrte er zu seinem ehemaligen Verein Viktoria Pilsen zurück und erzielte in der Hinrunde der Spielzeit 2005/06 fünf Treffer. In der Rückrunde konnte er kein Tor mehr hinzufügen und Trainer Michal Bílek wies Vágner an, sich einen neuen Verein zu suchen. Interesse zeigte Dynamo České Budějovice, schließlich wechselte Vágner in die zweite griechische Liga zu Panthrakikos, wo er einen Zweijahresvertrag unterzeichnete.
In der Winterpause der Saison 2007/08 wechselte Vágner zur DJK Vilzing in die Landesliga Bayern Mitte. Im Sommer 2008 ging der Tscheche zum ASV Cham, im Februar 2009 wechselte er zurück nach Tschechien zum Viertligisten FC Chomutov.